# Universitat Cuito Cuanavale
La Universitat Cuito Cuanavale (UCC) és una universitat pública d'Angola, multicampi, situada a la ciutat de Menongue. Rep el nom en honor de la batalla de Cuito Cuanavale.
La universitat sorgí del desmembrament del pol Menongue de la Universitat Mandume Ya Ndemufayo en mig de la reforma de l'ensenyament superior angolès esdevinguda en 2014. Té la seva àrea d'actuació restringida a les províncies de Cunene i Cuando Cubango.

## Històric
La UCC prové de l'antic pol de la Universitat Mandume Ya Ndemufayo (UMN) a Menongue, inaugurat en 2012.
En 2014 la unitat de Menongue és afectada amb la reforma d'ensenyament superior promoguda pel govern d'Angola. La reforma propugna la descentralització del pol de la UMN, de manera que pogués constituir un nou centre universitari autònom. D'aquesta proposta va sorgir la UCC, activada pel decret-llei n. 188/14, de 4 d'agost de 2014 aprovat pel Consell de Ministres.

## Infraestructura
L'estructura orgànica de la UCC se compon de la següent forma:

### Campus de Menongue
- Escola Superior Politècnica
- Facultat de Dret
- Facultat de Ciències Econòmiques
- Facultat d'Agronomia
- Facultat de Biologia
- Facultat de Física
- Facultat de Matemàtiques
- Facultat d'Infermeria

### Campus de Cuito Cuanavale
- Facultat de Medicina

### Campus de Calai
- Facultat de Gestió i Turisme

### Campus d'Ondjiva
- Escola Superior Politècnica